# Ommatius alexanderi
Ommatius alexanderi là một loài ruồi trong họ Asilidae. Ommatius alexanderi được Farr miêu tả năm 1965. Loài này phân bố ở vùng Tân nhiệt đới.